# Saison 2024-2025 du FC Sochaux-Montbéliard
 (juin 2024).
Si vous disposez d'ouvrages ou d'articles de référence ou si vous connaissez des sites web de qualité traitant du thème abordé ici, merci de compléter l'article en donnant les références utiles à sa vérifiabilité et en les liant à la section « Notes et références ».
Maillots
Dernière mise à jour : 2 mai 2025.
Chronologie
Saison précédente Saison suivante
La saison 2024-2025 est la seconde saison en National du Football Club Sochaux-Montbéliard.

## Préparation d'avant-saison
Le FC Sochaux-Montbéliard reprend l'entraînement le 1 juillet 2024 avec un nouvel entraîneur, Karim Mokeddem.
La pré saison se compose sept matchs amixaux et d'un stage à Crans-Montana en Suisse, du 29 juillet au 2 août. La reprise du championnat de National est fixée au vendredi 16 août.
| Match amical          | FC Thoune (D2)             | 2-1   | FC Sochaux-Montbéliard | Stockhorn Arena à Thoune |  |
| 13 juillet 2024 17h00 | 2e M. Gutbub, 86e D. Frith | (1-0) | 76e S. Loubao          |                          |  |

| Match amical (2 mi-temps de 60min) | Stade de Reims (Ligue 1)       | 2-1   | FC Sochaux-Montbéliard | Stade Paul Chandon à Épernay |  |
| 18 juillet 2024 17h00              | 63e M. Diakhon , 85e Y. Fofana | (0-0) | 118e N. Koffi          |                              |  |

| Match amical          | SR Délémont (D3) | 0-2   | FC Sochaux-Montbéliard             | Stade du Gord à Mervelier |  |
| 23 juillet 2024 19h00 |                  | (0-2) | 33e M. Drammeh, 85e A. Gnanduillet |                           |  |

| Match amical          | FC Sochaux-Montbéliard | 2-3   | Dijon FCO (N1)                            | Stade Christian Doussot à Saint-Vit |  |
| 26 juillet 2024 19h30 | 3e 16e D. Michel       | (2-2) | 13e 30e A. Duville-Parsemain, 76e A. Djae |                                     |  |

| Match amical      | ASM Belfort (N3) | 0-5   | FC Sochaux-Montbéliard                              | Stade Roger-Serzian à Belfort |  |
| 7 août 2024 19h00 |                  | (0-2) | 8e 63e 70e K. Hoggas, 40e M. Drammeh, 87e S. Loubao |                               |  |

| Match amical       | FC Sochaux-Montbéliard | 0-1   | FC Annecy (Ligue 2) | Stade Auguste-Bonal à Montbéliard |  |
| 10 août 2024 17h00 |                        | (0-0) | 86e Y. Demoncy      |                                   |  |

| Match amical       | FC Sochaux-Montbéliard | 1-1   | FC Lausanne Sport (D1) | Stade Paul Robbe à Pontarlier |  |
| 23 août 2024 16h00 | 80e M. Lecolier        | (0-0) | 62e N. Dussenne        |                               |  |

| Match amical   | FC Sochaux-Montbéliard              | 3-0 | Jura Sud Foot (N2) | Stade Auguste-Bonal à Montbéliard |                         |
| 4 janvier 2025 | K. Hogaas, A. Gnanduillet, N. Fatar |     |                    | Spectateurs : Huis clos           | Spectateurs : Huis clos |

| Match amical          | FC Sochaux-Montbéliard                           | 4-5   | FC Progrès Niederkorn (D1)                                                | Stade Auguste-Bonal à Montbéliard |                         |
| 25 janvier 2025 16h00 | 4e (csc) CSC, 49e N. Koffi, 65e C. Jean, 89e ??? | (1-4) | 14e K. Mixtur, 35e A. Mazure, 39e C. Lybohy, 44e K. Corral, 84e J. Schmid | Spectateurs : Huis clos           | Spectateurs : Huis clos |

## Transferts
| Nom                 | Poste     | Transfert | Provenance/Destination     | Division           |
| ------------------- | --------- | --------- | -------------------------- | ------------------ |
| Arrivées            |           |           |                            |                    |
| Corentin Jean       | Attaquant | Libre     | Inter Miami                | MLS                |
| Samy Benchamma      | Milieu    | Libre     | Chamois Niortais FC        | National           |
| Mathieu Peybernes   | Défenseur | Libre     | Apollon Limassol           | D1                 |
| Armand Gnanduillet  | Attaquant | Libre     | USL Dunkerque              | Ligue 2            |
| Nassim Ouammou      | Défenseur | Libre     | Maccabi Netanya            | D1                 |
| Alexandre Pierre    | Gardien   | Libre     | RC Strasbourg              | Ligue 1            |
| Victor Mayela       | Défenseur | Prêt      | AJ Auxerre                 | Ligue 1            |
| Mathieu Patouillet  | Gardien   | Prêt      | Olympique Lyonnais         | Ligue 1            |
| Départs             |           |           |                            |                    |
| Malcolm Viltard     | Milieu    | 250 000 € | FCV Dender EH              | Jupiler Pro League |
| Maxime Bastian      | Défenseur | Libre     | FC Villefranche Beaujolais | National           |
| Allan Ackra         | Milieu    | Libre     | Clermont Foot 63           | Ligue 2            |
| Kévin Zohi          | Attaquant | Libre     | Stade Lavallois            | Ligue 2            |
| Gaétan Weissbeck    | Milieu    | Libre     | Apollon Limassol           | D1                 |
| Dalangunypole Gomis | Défenseur | Libre     | Cercle Bruges KSV          | Jupiler Pro League |
| Nolan Galves        | Défenseur | Libre     | Rodez AF                   | Ligue 2            |

| Nom               | Poste     | Transfert     | Provenance/Destination | Division       |
| ----------------- | --------- | ------------- | ---------------------- | -------------- |
| Arrivées          |           |               |                        |                |
| Geoffray Durbant  | Attaquant | Libre         | Fujairah SC            | UAE Pro League |
| Abderrezzek Saidi | Défenseur | Transfert     | Istres FC              | National 2     |
| Départs           |           |               |                        |                |
| Issouf Macalou    | Attaquant | Transfert     | FC Universitatea Cluj  | Liga I         |
| Amilcar Silva     | Défenseur | Prêt (6 mois) | US Concarneau          | National       |

## Compétitions

### National

#### Classement
Évolution du classement en fonction des résultats
| Journée  | 1 | 2  | 3  | 4 | 5 | 6 | 7 | 8 | 9 | 10 | 11 | 12 | 13 | 14 | 15 | 16 | 17 | 18 | 19 | 20 | 21 | 22 | 23 | 24 | 25 | 26 | 27 | 28 | 29 | 30 | 31 | 32 | 33 | 34 | J. pro. | J. bar. | J. rel. |
| -------- | - | -- | -- | - | - | - | - | - | - | -- | -- | -- | -- | -- | -- | -- | -- | -- | -- | -- | -- | -- | -- | -- | -- | -- | -- | -- | -- | -- | -- | -- | -- | -- | ------- | ------- | ------- |
| Rang     | 2 | 10 | 10 | 8 | 9 | 8 | 9 | 8 | 6 | 7  | 6  | 6  | 5  | 5  | 4  | 5  | 5  | 7  | 7  | 8  | 9  | 8  | 10 | 10 | 12 | 9  | 9  | 11 | 10 | 11 | 11 | 10 | 11 | 12 | 1       | 0       | 0       |
| Résultat | V | X  | D  | N | D | V | N | N | V | N  | V  | N  | V  | N  | N  | N  | N  | X  | N  | N  | D  | D  | D  | N  | D  | V  | N  | N  | V  | V  | D  | V  | D  | D  |         |         |         |

### Coupe de France
| 5e tour                 | A.S. Besançon Espérance (Départemental 2) | 0-6   | FC Sochaux-Montbéliard                                                                           | Stade Léo Lagrange, Besançon                       |                                                    |
| 12 octobre 2024 18 h 00 |                                           | (0-3) | Armand Gnanduillet 10e 73e · Issouf Macalou 28e 48e · Kévin Hoggas 29e · Zidane Khaoua 62e (csc) | Spectateurs : 2 600 Arbitrage : Florence Guillemin | Spectateurs : 2 600 Arbitrage : Florence Guillemin |

| 6e tour                 | Avallon FCO (Régional 2) | 1-3   | FC Sochaux-Montbéliard                                       | Stade Léon Laurent, Avallon                        |                                                    |
| 27 octobre 2024 14 h 30 | Amine Saadi 75e          | (0-0) | Lamine Touré 47e · Issouf Macalou 68e · Solomon Loubao 90+4e | Spectateurs : Environ 1 000 Arbitrage : Alexis Gil | Spectateurs : Environ 1 000 Arbitrage : Alexis Gil |

| 7e tour                  | FC Gueugnon (National 3) | 1-3   | FC Sochaux-Montbéliard                                          | Stade Jean Laville, Gueugnon                |                                             |
| 16 novembre 2024 14 h 00 | Jason Luanda 62e         | (0-2) | Elson Mendes 26e · Martin Lecolier 41e · Armand Gnanduillet 90e | Spectateurs : 1 033 Arbitrage : Eddy Rosier | Spectateurs : 1 033 Arbitrage : Eddy Rosier |

| 8e tour                  | UF Maconnais (National 3) | 0-2   | FC Sochaux-Montbéliard                      | Stade Pierre Guérin, Mâcon                             |                                                        |
| 30 novembre 2024 18 h 00 |                           | (0-0) | Issouf Macalou 46e · Armand Gnanduillet 60e | Spectateurs : Environ 1 000 Arbitrage : Brendan Roffet | Spectateurs : Environ 1 000 Arbitrage : Brendan Roffet |

| 32ème de finale          | FC Sochaux-Montbéliard | 0 - 0 t.a.b. 5-3 | Clermont Foot 63 (Ligue 2) | Stade Auguste Bonal, Montbéliard                                       |                                                                        |
| 22 décembre 2024 17 h 30 |                        | (0-0)            |                            | Spectateurs : 10 660 Diffuseur : BeIN Sports Arbitrage : Willy Delajod | Spectateurs : 10 660 Diffuseur : BeIN Sports Arbitrage : Willy Delajod |

| 16ème de finale         | EA Guingamp (Ligue 2)                         | 2 - 2 t.a.b. 9-8 | FC Sochaux-Montbéliard                         | Stade du Roudourou, Guingamp                                              |                                                                           |
| 14 janvier 2025 20 h 45 | Matthis Riou 38e · Severin Sabri Guendouz 59e | (1-2)            | Thomas Fontaine 12e · Armand Gnanduillet 45+1e | Spectateurs : 3 951 Diffuseur : BeIN Sports Arbitrage : Pierre Gaillouste | Spectateurs : 3 951 Diffuseur : BeIN Sports Arbitrage : Pierre Gaillouste |

## Affluences

### Domicile
Ce graphique représente le nombre de spectateurs lors de chaque rencontre à domicile du FC Sochaux
- Total de 159 890 spectateurs en 15 matchs à domicile soit une moyenne de 10 659 spectateurs par match. Hors match à huis clos.

- Top 5 des plus grosses affluences à domicile

| Rang | Match                        | Journée                | Date       | Stade               | Affluence |
| 1    | FC Sochaux - Dijon FCO       | National - 31e journée | 25/04/2025 | Stade Auguste-Bonal | 15 431    |
| 2    | FC Sochaux - LB Châteauroux  | National - 14e journée | 06/12/2024 | Stade Auguste-Bonal | 13 037    |
| 3    | FC Sochaux - Le Mans FC      | National - 3e journée  | 30/08/2024 | Stade Auguste-Bonal | 11 272    |
| 4    | FC Sochaux - Nîmes Olympique | National - 24e journée | 07/03/2025 | Stade Auguste-Bonal | 11 065    |
| 5    | FC Sochaux - US Concarneau   | National - 11e journée | 01/11/2024 | Stade Auguste-Bonal | 10 802    |

- Top 5 des plus faibles affluences à domicile

| Rang | Match                                             | Journée                | Date       | Stade               | Affluence             |
| 1    | FC Sochaux - Football Bourg-en-Bresse Péronnas 01 | National - 31e journée | 09/05/2025 | Stade Auguste-Bonal | 0 (Match à huis clos) |
| 2    | FC Sochaux - FC Villefranche Beaujolais           | National - 13e journée | 22/11/2024 | Stade Auguste-Bonal | 8 401                 |
| 3    | FC Sochaux - US Orléans                           | National - 7e journée  | 27/10/2024 | Stade Auguste-Bonal | 8 955                 |
| 4    | FC Sochaux - Paris 13 Atletico                    | National - 20e journée | 07/02/2025 | Stade Auguste-Bonal | 9 186                 |
| 5    | FC Sochaux - Aubagne FC                           | National - 22e journée | 21/02/2025 | Stade Auguste-Bonal | 9 723                 |

### Extérieur
Ce graphique représente le nombre de spectateurs lors de chaque rencontre à l'extérieur du FC Sochaux
- Total de 69827 spectateurs en 21 matchs à l'extérieur soit une moyenne de 3325 spectateurs par match.

- Top 5 des plus grosses affluences à l'extérieur

| Rang | Match                          | Journée                | Date       | Stade                | Affluence |
| 1    | AS Nancy-Lorraine - FC Sochaux | National - 21e journée | 14/03/2025 | Stade Marcel-Picot   | 9 437     |
| 2    | Le Mans FC - FC Sochaux        | National - 19e journée | 31/01/2025 | Stade Marie-Marvingt | 8 099     |
| 3    | FC Rouen - FC Sochaux          | National - 10e journée | 18/10/2024 | Stade Robert-Diochon | 6 887     |
| 4    | Dijon FCO - FC Sochaux         | National - 15e journée | 13/12/2024 | Stade Gaston-Gérard  | 6 859     |
| 5    | Valenciennes FC - FC Sochaux   | National - 25e journée | 14/03/2025 | Stade du Hainaut     | 5 923     |

- Top 5 des plus faibles affluences à l'extérieur

| Rang | Match                          | Journée                   | Date       | Stade               | Affluence |
| 1    | Aubagne FC - FC Sochaux        | National - 6e journée     | 20/10/2024 | Stade Saint-Exupery | 394       |
| 2    | Paris 13 Atletico - FC Sochaux | National - 4e journée     | 06/10/2024 | Stade Pelé          | 462       |
| 3    | Avallon FCO - FC Sochaux       | Coupe de France - 6e tour | 27/10/2024 | Stade Léon-Laurent  | 1 000     |
| 4    | UF Maconnais - FC Sochaux      | Coupe de France - 8e tour | 30/11/2024 | Stade Pierre-Guérin | 1 000     |
| 5    | FC Gueugnon - FC Sochaux       | Coupe de France - 7e tour | 16/11/2024 | Stade Jean-Laville  | 1 033     |

## Joueur du mois et de la saison
| Mois                | Joueur             |
| ------------------- | ------------------ |
| Aout/Septembre      | Noah Fatar         |
| Octobre             | Dimitri Liénard    |
| Novembre            | Noah Fatar         |
| Décembre            | Mathieu Patouillet |
| Janvier             | Elson Mendes       |
| Février             | Elson Mendes       |
| Mars                | Samy Benchamma     |
| Avril               | Non décerné        |
| Mai                 | Non décerné        |
| Joueur de la saison | Mathieu Patouillet |